# Ерік Гілліс
Ерік Гілліс (англ. Eric Gillis; 8 березня 1980) — канадський легкоатлет, що спеціалізується з бігу на довгі дистанції. Переможець і призер національних першостей з легкої атлетики, олімпієць.

## Виступи на Олімпіадах
| Олімпіада           | Дисципліна       | Місце |
| ------------------- | ---------------- | ----- |
| Пекін 2008          | 10 000 м         | 33    |
| Лондон 2012         | марафонський біг | 22    |
| Ріо-де-Жанейро 2016 | марафонський біг | 10    |